# Teucholabis (Euparatropesa) lindneri
Teucholabis (Euparatropesa) lindneri is een tweevleugelige uit de familie steltmuggen (Limoniidae). De soort komt voor in het Neotropisch gebied.